# Kertayasa (Panawangan)
Kertayasa is een bestuurslaag in het regentschap Ciamis van de provincie West-Java, Indonesië. Kertayasa telt 3851 inwoners (volkstelling 2010).